# Редько, Сергей Станиславович
Серге́й Станисла́вович Редько́ (укр. Сергій Станіславович Редько; род. 24 января 1973) — украинский легкоатлет, специалист по бегу на средние и длинные дистанции, стипльчезу и марафону. Выступал на профессиональном уровне в 2000-х годах, пятикратный чемпион Украины в беге на 3000 метров с препятствиями, победитель и призёр ряда крупных стартов на шоссе, участник летних Олимпийских игр в Сиднее. Мастер спорта Украины международного класса.

## Биография
Сергей Редько родился 24 января 1973 года. Проживал и занимался лёгкой атлетикой в Луганске.
Выступал на соревнованиях национального уровня с 1997 года, начиная с этого сезона в течение пяти лет неизменно выигрывал чемпионат Украины в беге на 3000 метров с препятствиями. Помимо стипльчеза также пробовал себя в беге на 3000 и 5000 метров.
В августе 1999 года на соревнованиях в польском Сопоте установил свой личный рекорд в беге на 3000 метров с препятствиями — 8:24,35.
Благодаря череде удачных выступлений удостоился права защищать честь страны на летних Олимпийских играх 2000 года в Сиднее — в программе стипльчеза на предварительном квалификационном этапе показал результат 8:40,51, чего оказалось недостаточно для выхода в финал.
После сиднейской Олимпиады Редько много выступал на различных коммерческих шоссейных стартах в Европе, преимущественно на территории Польши. В том числе соревновался и на марафонской дистанции, так, в 2005 году с результатом 2:24:22 занял восьмое место на Варшавском марафоне.
В октябре 2006 года с личным рекордом 2:21:56 выиграл серебряную медаль на чемпионате Украины по марафону в Киеве. Также в этом сезоне был третьим на марафоне в Лодзе (2:20:50) и одержал победу на марафоне в Белхатуве (2:31:40).
В 2009 году с результатом 2:23:54 финишировал пятым на Белоцерковском марафоне.
Завершил спортивную карьеру по окончании сезона 2010 года.
За выдающиеся спортивные достижения удостоен почётного звания «Мастер спорта Украины международного класса».
Впоследствии принимал участие в луганских соревнованиях по лёгкой атлетике в качестве судьи.